# Robyn Davidson
Robyn Davidson (Miles, 6 settembre 1950) è una scrittrice australiana, nota per il suo libro autobiografico Orme (in originale Tracks).

## Biografia
Robyn Davidson è nata a Stanley Park, una stazione di bestiame a Miles (Queensland), seconda di due sorelle. Quando era undicenne, perse la madre, che si suicidò, così fu in gran parte cresciuta da sua zia paterna. Dopo aver frequentato un collegio femminile a Brisbane, vinse una borsa di studio, che però non accettò. A Brisbane Robyn condivise una casa con biologi e studiò zoologia, per poi trasferirsi più tardi a Sydney.
Nel 1975 si trasferì ad Alice Springs, al fine di familiarizzare con i cammelli. Nel 1977 attraversò a piedi il deserto australiano, partendo da Alice Springs fino ad arrivare all'Oceano Indiano (per complessive 1.700 miglia, ossia oltre 2.730 km), con la sola compagnia di quattro cammelli e del suo fedele cane Diggity. L'impresa fu seguita in diretta da National Geographic grazie al fotografo Rick Smolan, che seguì Robyn per tutto il viaggio. La donna fu marginalmente coinvolta nel movimento per i diritti degli aborigeni australiani.

## Riferimenti nella cultura di massa
- Robyn Davidson è il soggetto di una canzone scritta dal cantante e compositore irlandese Mick Hanly; la canzone, The crusader, è stata registrata da Mary Black nel suo album omonimo del 1983.
- Il film di John Curran Tracks - Attraverso il deserto (2013) è basato sul libro Orme di Robyn Davidson e vede Mia Wasikowska nei panni della protagonista.